# Halve marathon van Lille
De halve marathon van Lille (Rijsel) (Frans: semi-marathon de Lille) is een hardloopwedstrijd over 21,1 km, die sinds 1980 wordt gehouden in de Franse stad Rijsel (Lille). De wedstrijd behoort tot de belangrijkste halve marathons in de atletieksport wereldwijd. 
Het evenement vindt plaats tijdens de Braderie van Rijsel, de grootste rommelmarkt van Europa, in het eerste weekend van september. 

## Geschiedenis
De eerste wedstrijd werd gehouden in 1980. Deze editie was uitsluitend voor vrouwen georganiseerd door de ASPTT Lille. De afstanden die toen gelopen werden waren een 5 km en een 10 km parcours. 
Van 1986 tot 1995 was de hoofdafstand een marathon. In 1995 werd het kampioenschap van Frankrijk op de halve marathon tijdens de marathon van Lille gehouden. Het jaar daarop werd de wedstrijd teruggebracht tot een halve marathon. Tijdens deze wedstrijd zijn drie Franse records gelopen en een wereldrecord bij de junioren.
De Keniaanse langeafstandslopers zijn het meest succesvol. De mannen wonnen driekwart (vijftien) van de edities. De Keniaanse vrouwen wonnen veertien edities. Bekende mannelijke winnaars zijn Duncan Kibet (2004) en Mark Korir (2014). Bij de vrouwen wonnen de ex-wereldrecordhoudsters Florence Kiplagat (2010) en Mary Keitany (2007 en 2009) en Flomena Chepchirchir (2012).
De belangstelling voor de wedstrijd groeit sterk. Het aantal deelnemers is vanaf 2007 verdubbeld. De editie in 2015 bereikte voortijdig het maximale aantal inschrijvingen van 15.000 deelnemers. Naast de halve marathon werd er ook een 10 km-loop georganiseerd.
De editie van 2016 werd afgelast, omdat de burgemeester en prefectuur geen toestemming verleenden. Vanwege de recente aanslag in Nice kon de organisatie (financieel) niet voldoen aan de verhoogde veiligheidseisen. Het was de eerste keer dat de wedstrijd niet werd gehouden.

## Parcours
In het verleden liepen deelnemers door het centrum van Lille, met een dubbele passage in de wijk Esquermes.
Sinds 2017 volgt het parcours de Boulevard de la Marne naar Tourcoing en Avenue de Flandre richting Roubaix. Start en finish liggen in de wijk La Madeleine, even buiten het centrum van Rijsel. Sinds deze wijziging is het aantal deelnemers sterk gedaald. Zo telde de editie van 2019 ongeveer 3500 deelnemers, terwijl in 2015 ruim 6000 deelnemers aan de start stonden.

## Parcoursrecords
- Mannen: 59.05 - Ezekiel Kiptoo Chebii  KEN (2012)
- Vrouwen: 1:07.00 - Mary Keitany  KEN (2009)

## Top finishtijden
Met een gemiddelde tijd van 59.26,6 over de snelste tien finishtijden ooit gelopen bij deze wedstrijd, staat Lille op de negende plaats van de lijst van snelste halve marathonsteden wereldwijd.
| Rang | Naam              | Land | Tijd  | Jaar | Plek |
| ---- | ----------------- | ---- | ----- | ---- | ---- |
| 1    | Ezekiel Chebii    | KEN  | 59.05 | 2012 | 1    |
| 2    | Bernard Koech     | KEN  | 59.10 | 2012 | 2    |
| 3    | Eliud Kipchoge    | KEN  | 59.25 | 2012 | 3    |
| 4    | Vincent Rono      | KEN  | 59.27 | 2017 | 1    |
| 5    | Kandie Kibiwott   | KEN  | 59.31 | 2019 | 1    |
| 6    | Patrick Mosin     | KEN  | 59.31 | 2023 | 1    |
| 7    | Alex Kibet        | KEN  | 59.32 | 2017 | 2    |
| 8    | Alfred Barkach    | KEN  | 59.32 | 2023 | 2    |
| 9    | Tilahun Regessa   | ETH  | 59.36 | 2008 | 1    |
| 10   | Andrew Kwemoi     | KEN  | 59.37 | 2022 | 1    |
| 11   | Somomom KIPCHOGUE | KEN  | 59.37 | 2023 | 3    |
| 12   | Kandi Kibiwott    | KEN  | 59.37 | 2022 | 2    |
| 13   | Wilson Kiprop     | KEN  | 59.39 | 2010 | 1    |
| 14   | Bernard Kiprop    | KEN  | 59.40 | 2010 | 2    |
| 15   | Abraham Cheroben  | KEN  | 59.42 | 2019 | 2    |

(bijgewerkt t/m 2023)

## Uitslagen

### halve marathon
| Datum            | Man                                   | Land                                  | Tijd                                  | Vrouwen                               | Land                                  | Tijd                                  |
| ---------------- | ------------------------------------- | ------------------------------------- | ------------------------------------- | ------------------------------------- | ------------------------------------- | ------------------------------------- |
| 31 augustus 2019 | Kandie Kibiwott                       | KEN                                   | 59.32                                 | Diana Chemtai                         | KEN                                   | 1:09.45                               |
| 2 september 2018 | Victor Chumo                          | KEN                                   | 1:00.03                               | Antonina Kwambai                      | KEN                                   | 1:09.44                               |
| 2 september 2017 | Vincent Rono                          | KEN                                   | 59.27                                 | Gladys Chesir                         | KEN                                   | 1:07.49                               |
| 3 september 2016 | geannuleerd wegens veiligheidsredenen | geannuleerd wegens veiligheidsredenen | geannuleerd wegens veiligheidsredenen | geannuleerd wegens veiligheidsredenen | geannuleerd wegens veiligheidsredenen | geannuleerd wegens veiligheidsredenen |
| 5 september 2015 | Stephen Chebogut                      | KEN                                   | 1:00.19                               | Peninah Jerop Arusei                  | KEN                                   | 1:08.56                               |
| 6 september 2014 | Mark Korir                            | KEN                                   | 1:00.49                               | Nguriatukei Rael Kiyara               | KEN                                   | 1:09.29                               |
| 31 augustus 2013 | Vincent Kipruto                       | KEN                                   | 1:00.39                               | Diana Sigei Chepkemoi                 | KEN                                   | 1:10.14                               |
| 1 september 2012 | Ezekiel Chebii                        | KEN                                   | 59.05                                 | Flomena Chepchirchir                  | KEN                                   | 1:08.06                               |
| 3 september 2011 | Geoffrey Kamworor                     | KEN                                   | 1:00.02                               | Valentine Kipketer                    | KEN                                   | 1:08.21                               |
| 4 september 2010 | Wilson Kiprop                         | KEN                                   | 59.39                                 | Florence Kiplagat                     | KEN                                   | 1:07.40                               |
| 5 september 2009 | Stephen Kipkoech Kibiwott             | KEN                                   | 59.37                                 | Mary Keitany                          | KEN                                   | 1:07.00                               |
| 6 september 2008 | Tilahun Regassa                       | ETH                                   | 59.36                                 | Tigist Tufa                           | ETH                                   | 1:11.42                               |
| 1 september 2007 | Joseph Maregu                         | KEN                                   | 59.45                                 | Mary Keitany                          | KEN                                   | 1:08.43                               |
| 2 september 2006 | Joseph Maregu                         | KEN                                   | 1:01.20                               | Meriem Wangari                        | KEN                                   | 1:11.36                               |
| 3 september 2005 | James Kibocha Theuri                  | KEN                                   | 1:00.54                               | Merima Denboba                        | ETH                                   | 1:11.37                               |
| 4 september 2004 | Duncan Kibet                          | KEN                                   | 1:01.01                               | Lenah Jemutai Cheruiyot               | KEN                                   | 1:10.15                               |
| 6 september 2003 | Wilson Onsare                         | KEN                                   | 1:00.52                               | Magdaline Jepkorir Chemjor            | KEN                                   | 1:09.39                               |
| 31 augustus 2002 | Robert Cheboror                       | KEN                                   | 1:01.42                               | Anastasia Ndereba                     | KEN                                   | 1:11.45                               |
| 1 september 2001 | Driss El Himer                        | FRA                                   | 1:02.08                               | Hafida Gadi                           | FRA                                   | 1:13.16                               |
| 2 september 2000 | Abdellah Béhar                        | FRA                                   | 1:01.30                               | Nuța Olaru                            | ROU                                   | 1:11.08                               |
| 4 september 1999 | Phaustin Baha Sulle                   | TAN                                   | 1:00.38                               | Zahia Dahmani                         | FRA                                   | 1:12.38                               |
| 5 september 1998 | Joseph Kibor                          | KEN                                   | 1:01.46                               | Ann Njeri                             | KEN                                   | 1:12.43                               |
| 6 september 1997 | John Gwako                            | KEN                                   | 1:01.10                               | Jackline Torori                       | KEN                                   | 1:11.26                               |
| 31 augustus 1996 | Jean-Paul Gahimbaré                   | BDI                                   | 1:02.11                               | Annette Sergent                       | FRA                                   | 1:11.21                               |
| 2 september 1995 | Kamal Kohil                           | ALG                                   | 1:02.30                               | Christine Mallo                       | FRA                                   | 1:12.05                               |
| 3 september 1994 | Jean-Paul Gahimbaré                   | BDI                                   | 1:03.22                               | Antonina Andronachi                   | MDA                                   | 1:12.34                               |
| 4 september 1993 | Oleg Otmachow                         | RUS                                   | 1:03.28                               | Stefanija Statkuvienė                 | LTU                                   | 1:13.07                               |
| 5 september 1992 | Larbi Zeroual                         | FRA                                   | 1:04.19                               | Olga Loginowa                         | RUS                                   | 1:17.38                               |
| 1 september 1991 | Wilson Wilson                         | KEN                                   | 1:04.37                               | Christine Van Put                     | BEL                                   | 1:18.31                               |
| 2 september 1990 | Jean-Baptiste Protais                 | FRA                                   | 1:04.00                               | Heléna Barócsi                        | HUN                                   | 1:10.59                               |
| 3 september 1989 | Dominique Chauvelier                  | FRA                                   | 1:03.36                               | Heléna Barócsi                        | HUN                                   | 1:14.03                               |
| 4 september 1988 | Klimes                                | ?                                     | 1:04.25                               | Ndegehuch                             | ?                                     | 1:17.16                               |
| 6 september 1987 | Bertrand Itsweire                     | FRA                                   | 1:04.44                               | Hassania Darami                       | MAR                                   | 1:18.05                               |
| 6 september 1986 | Pauwelijn Danny Pauwelijn             | BEL                                   | 1:04.59                               | Ingrid Delagrange                     | BEL                                   | 1:19.07                               |

### marathon
| Datum | Mannen                 | Land | Tijd    | Vrouwen                | Land | Tijd    |
| ----- | ---------------------- | ---- | ------- | ---------------------- | ---- | ------- |
| 1995  | Ronny Ligneel          | BEL  | 2:14.48 | Jelena Sipatowa        | RUS  | 2:36.21 |
| 1994  | El Hadi Moumou         | FRA  | 2:14.53 | Ljuzija Beljajewa      | RUS  | 2:43.55 |
| 1993  | Csaba Szűcs            | HUN  | 2:14.24 | Alewtina Naumowa       | RUS  | 2:36.50 |
| 1992  | Gyula Borka            | HUN  | 2:13.15 | Ljuzija Beljajewa      | RUS  | 2:35.46 |
| 1991  | Elísio Rios            | POR  | 2:17.45 | Ljuzija Beljajewa      | RUS  | 2:42.38 |
| 1990  | Alexandre Rachide      | FRA  | 2:14.51 | Fabiola Rueda-Oppliger | COL  | 2:37.46 |
| 1989  | Jean-Pierre Pietrement | FRA  | 2:14.11 | Brigitte Breut         | FRA  | 2:45.15 |
| 1988  | Helmut Stuhlpfarrer    | AUT  | 2:13.08 | Fabiola Rueda          | COL  | 2:42.25 |
| 1987  | Luis Soares            | FRA  | 2:14.41 | Chantal Langlacé       | FRA  | 2:41.43 |
| 1986  | Jacky Boxberger        | FRA  | 2:14.16 | Chantal Langlacé       | FRA  | 2:33.58 |